# Еся
Еся́ (лит. Jiesia) — река в Литве, протекает по территории Мариямпольского самоуправления, Пренайского района, Каунасского района и города Каунас. Левый приток нижнего Немана.
Длина реки составляет 62 км. Площадь водосборного бассейна — 474 км². Средний уклон — 1,32 м/км. Средняя годовая амплитуда колебаний уровня воды — 2,5 м. Скорость течения — 0,1—0,3 м/с. Средний расход воды в устье — 2,65 м³/с.
Еся начинается около деревни Банкава, в 2 км к северу от местечка Иглишкеляй. Течёт в основном на северо-восток, в низовье преобладающим направлением течения становится север. Впадает в Неман на юге Каунаса, в 9 км ниже плотины Каунасского водохранилища.
Притоки:
- левые: Ожупис, Грайже, Вемуоня, Скярдупис, Руде, Шлапакшна, Куне, Аукштажис, Майшис;
- правые: Мянчтракис, Лашаша, Кяулишке, Вичюс[2].

В 21 км от устья на Есе построена Паеская ГЭС мощностью 100 кВт, плотина которой образует водохранилище площадью 64,8 га.
В реке выявлено концентрированное загрязнение, оказавшее значительное воздействие на окружающую среду.